# Tituria colorata
Tituria colorata är en insektsart som beskrevs av Jacobi 1944. Tituria colorata ingår i släktet Tituria och familjen dvärgstritar. Inga underarter finns listade i Catalogue of Life.